# جاتینگا
جاتینگا (به لاتین: Jatinga) یک روستا در هند است که در Dima Hasao district واقع شده‌است.

## مرگ پرندگان
هزاران پرنده در بین ماه‌های سپتامبر تا نوامبر هر سال و بین ساعات ۷ الی ۱۰ شب هر روز اقدام به خودکشی دسته جمعی در روستای جاتینگا می‌کنند و با سقوط مستقیم به سمت زمین خود را می‌کشند، اتفاقی که علت آن هنوز هم همانند یک راز در بین مردم این منطقه باقی مانده است.